# Virus L.I.V. 3
 (février 2019).
Virus L.I.V.3 ou la Mort des livres est un roman de science-fiction de Christian Grenier, paru chez Hachette en 1998.

## Définitions
Le livre emploie les sigles suivants :
- Hommes-Écrans : Zappeurs étant devenus des cyborgs.
- l'AEIOU : Académie Européenne des Intellectuels Officiels Unis, qui compte 39 membres et Allis.
- L.I.V.3 : Lecture Interactive Virtuelle 3e essai.
- PPP : Permis de Prise de Parole en public.
- ZZZ : La Zone des Zappeurs Zinzins.
- ZZ  : Zappeurs Zinzins.
- JOEL : Journal Officiel de l'Europe des Lettres.
- G.O. : Gardiens de l'Ordre.
- TGB : Très Grande Bibliothèque.
- Voyelles : Terme familier désignant les quarante membres permanents de l'AEIOU.
- CCC : Le Couvert le Coucher la Culture, lieu où les S.D.F, marginaux ou inactifs y ont gratuitement l'accès et dans lequel ils trouveront de la nourriture, un lit et des livres.
- BCBG : Big Computer Bill Gates, ordinateur de dernière génération en usage chez les zappeurs. Un hommage direct à Bill Gates.
- Multimédia : terme désignant l'ensemble des techniques modernes de communication et de leurs utilisateurs.

## Personnages
- Allis L.C. Wonder  : Une Lettrée sourde et muette, élue à l'AEIOU, chargée de trouver l'inventeur du virus, ainsi qu'un antidote (Lettrée). Son nom est inspiré  de « Alice au pays des merveilles » : Allis = Alice ; L.C. = Lewis Carroll ; Wonder = Wonderland (pays des merveilles en anglais).
- Lund/Monday(e)/Sonn/Montag : Fils d'Emma ; ami d'Allis sur Internet sous le pseudonyme Monday(e), chef des Zappeurs.
- Emma G.F. Croisset : La déléguée principale de l'AEIOU (Lettrée). Son nom est inspiré de « Madame Bovary » : Emma = Emma, l’héroïne ; G.F. = Gustave Flaubert ; Croisset = ville où habite Gustave Flaubert.
- Céline : Une déléguée traître de l'AEIOU (Lettrée).
- Taboul : L'homme-Écran de Lund/Sonn (Zappeur).
- Rob D.F. Binson/Vendredi : Un délégué de l'AEIOU (Lettré), et ami du Web de Lund. Son nom vient « Robinson Crusoé » et de « Vendredi ou la vie sauvage » : Rob Binson = Robinson ; D.F. = D. Defoe ; Vendredi = Vendredi.
- Colin : Le doyen de l'AEIOU (Académie Européenne des Intellectuels Unis).
- Rémi : Barman à la C.C.C. (le Couvert, le Coucher, la Culture).

## Résumé
À Paris en 2095, Allis est une écrivaine sourde et muette qui communique avec son carnet où elle écrit ce qu'elle voudrait dire. Pour entendre, elle lit sur les lèvres des gens. Chaque soir à 20h, Allis communique sur Internet avec Mondaye, une personne qu’elle a découverte par hasard l’été dernier. 
Grâce à son livre "Des livres et nous" qui a eu beaucoup de succès, Allis reçoit une lettre de l’AEIOU (Académie Européenne des Intellectuels Officiels Unis). Elle va devenir la 40e Voyelle. Quand l'AEIOU vient la chercher, Allis rencontre Emma, une autre voyelle auteur du Fils disparu. Allis est emmenée à la TGB (Très Grande Bibliothèque). Avant de rejoindre les autres voyelles, Allis va vivre une Lecture Interactive Virtuelle et on lui explique qu'on a développé un virus qui affecte les livres en détruisant le texte, mais qui permet aux lecteurs atteints de lire virtuellement. Elle commence sa lecture des Feux de la Passion et plonge dans le livre. Dans le livre, elle peut parler et entendre. Les responsables de ce virus sont les ZZ (Zappeurs Zinzins). LIV 3 aurait été créé dans la ZZZ (Zone de Zappeurs Zinzins). Dans cette zone, ils fabriquent des hommes écrans. 
Allis entre dans le conseil des Voyelles et est acceptée à la majorité des voix mais cause polémique quand un écran doit être introduit dans la salle pour qu'elle puisse lire ce qui est dit et échanger avec les autres Voyelles, car toutes les Voyelles, ou tous les Lettrés, ont peur et haïssent les écrans. Allis est chargée d'une mission, où elle devra se rendre chez les ZZ pour trouver un antidote au virus. Elle se voit attribuer un studio et décide de prendre comme premier livre La Peste, mais malheureusement il est vide. Emma demande à Allis de retrouver en même temps que la mission son fils Lund qui est parti à l’âge de 14 ans chez les Zappeurs. C'est le sujet du livre d'Emma.
Dans le train qui amène Allis dans la ZZZ, Allis rencontre un homme écran (un homme possédant 2 caméras, un micro, un ordi et un écran sur le ventre). Pour aller en ZZZ, Allis déclare vouloir devenir une femme écran. Les ZZ découvrent qu’elle ment mais les GO (Gardien de l’Ordre) arrivent et les ZZ s’éparpillent. Allis rate sa station.
Allis se fait passer pour une SDF et demande où se trouve le CCC (Couvert, Coucher, Culture). Allis échange un livre (Les Chroniques Martiennes) contre un ordi avec Rémi (gérant du CCC) et contacte Mondaye pour lui parler du virus mais Mondaye ne veut plus lui parler. Allis se fait enlever du CCC par des ZZ qui l'emmènent à Sonn, leur chef. Sonn dévoile qu'il est Lund, le fils d'Emma, et lui explique qu’il a créé LIV 3 pour lire d’une autre façon car il est aveugle. Après avoir dévoilé qu'il était aussi Mondaye (référence à Montag dans Fahrenheit 451), des GO menés par Céline L. F. Bardamu (une Voyelle) font exploser la porte de la ZZZ et entrent dans le repère. Taboul, homme écran et compagnon de Lund est tué mais Lund et les Zappeurs se sauvent. Avant de mourir, Taboul confie un CD à Allis. 
Céline emprisonne Allis dans une cellule pour la tuer. Céline explique que quand elle mourra, elle dira que les Zappeurs l'ont tué et cela engendrera la haine des Lettrés contre les Zappeurs, ce qui causera une guerre. Allis essaye de s’échapper en lisant des livres pour rencontrer d’autres lecteurs et, en lisant Les Feux de la passion, elle retrouve Emma et lui dit qu’elle est prisonnière. Emma arrive mais est faite à son tour prisonnière par Céline. Allis essaye alors de prévenir Lund à l’heure du web en entrant dans Fahrenheit 451 car son salon web avec Mondaye s’appelait F451. Dans le roman, Lund est Montag le pompier et ne reconnaît pas Allis. Finalement, il la reconnaît et ils s’embrassent. Lund envoie Rob, son ami rencontré sur le Net, les délivrer et Lund dit qu'il va se rendre aux Voyelles. 
Quand Allis, Emma et Rob entrent dans le conseil des Voyelles et donnent la preuve suffisante (par exemple, le CD, que Taboul a confié à Allis, qui contenait la vidéo de l'intrusion de Céline), Céline ment à ce propos mais finit par démissionner et se fait enlever son PPP (elle ne pourra plus parler à plus de deux personnes). Pour prouver sa bonne foi, Lund offre aux voyelles un Codex Hammer inédit. Lund montre aux Voyelles qu’on peut lire dans les livres et il devient une Voyelle. Emma écrit la suite de son roman Le fils disparu qui se nomme Lund est revenu. Finalement Allis se fait greffer une prothèse auditive et elle vit avec Lund, qu'elle aime, dans un appartement au dernier étage de la TGB. À la fin, les Lettrés et les Zappeurs travaillent finalement ensemble pour trouver un antidote.